# Estereolitografía

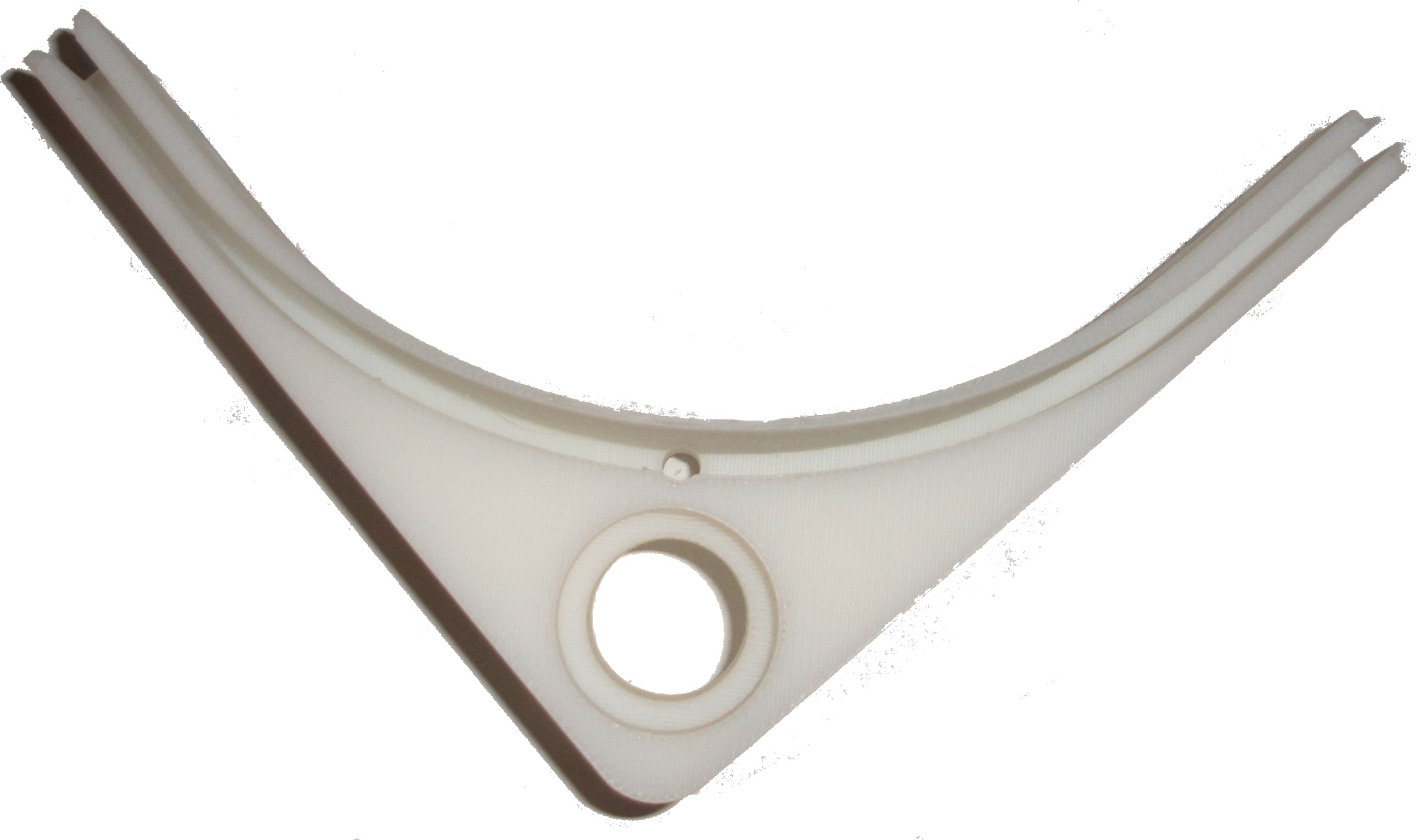
Una pieza producida mediante tecnología SLA

La estereolitografía (en acrónimo SLA por su nombre en inglés, Stereo Litography Apparatus-  o SL; también conocida como fabricación óptica, foto-solidificación entre otras) es una de las tecnologías para la manufactura aditiva (cuya modalidad mediáticamente más conocida es la de impresión 3D). Se emplea para la producción tanto de piezas definitivas como para la elaboración de modelos, prototipos, patrones. Es la técnica de prototipado y fabricación rápida más antigua [cita requerida].

## Historia
El término “estereolitografía” fue acuñado por el ingeniero físico estadounidense Chuck Hull quien  obtuvo la patente (US 4,575,330) el 11 de marzo de 1986 ante la USPTO del método y equipo para realizar objetos sólidos mediante impresión sucesiva de finas capas de un material que se endurece por polimerización mediante la exposición a luz ultravioleta (proceso también denominado cura o curado).
La patente de Hull describe cómo un haz de luz ultravioleta se focalizaba sobre la superficie de una cuba rellena de líquido fotopolimérico. Los rayos de luz dibujan el objeto en la superficie del líquido, capa a capa, usando fotopolimerización (o cross-linking) para crear el sólido. En 1986, Hull fundó la primera compañía que generalizaba y comercializaba esta técnica, 3D Systems Inc, la cual todavía está localizada en Rock Hill, Carolina del Sur.

## Tecnología

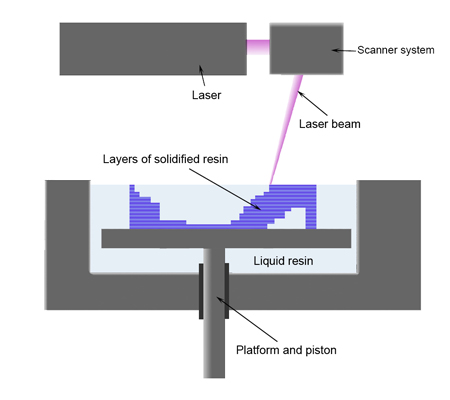
Equipo de estereolitografía

La estereolitografía es un proceso de fabricación por adición que emplea resina que cura mediante luz ultravioleta en un tanque, y un láser ultravioleta para construir los objetos. Los objetos tridimensionales se obtienen mediante la adición sucesiva de finas capas, impresas una encima de otra. Cada capa es una sección transversal del objeto que el láser traza en la superficie de la resina, que es el material consumible. La resina líquida cura y se solidifica mediante la exposición al láser de luz ultravioleta, quedando así la capa recién solidificada pegada a la capa previa que existía debajo suya.
Una vez que la capa a imprimir ha sido creada, la plataforma de elevación del equipo desciende una distancia equivalente al grosor de una capa de resina solidificada (típicamente entre 0.05 y 0.15 mm). Una hoja barre la pieza dejando una nueva capa de resina líquida en la superficie de la cubeta, lista para la siguiente impresión del láser. De esta forma se va creando, capa a capa una pieza tridimensional. Una vez que la pieza tridimensional se ha completado, ésta se sumerge en un baño químico que retira el exceso de resina y, posteriormente, curada en un horno de luz ultravioleta.
La estereolitografía necesita de estructuras para soportar la pieza a la plataforma de elevación de forma que se evite la deflexión de la pieza por gravedad. También sujeta la sección transversal en el lugar correcto para que no se deslice cuando pasa la hoja de re-aplicación de resina. Se suelen generar  soportes auxiliares automáticamente durante la preparación del modelo por ordenador CAD, aunque pueden requerir intervención manual. Los soportes deben ser retirados del modelo final de forma manual.
Las resinas que se suelen utilizar son:
- Resina blanca opaca tipo ABS Especial (no es Acrilonitrilo butadieno estireno (ABS) realmente).
- Resina blanca ABS Especial con infiltraciones para mejorar sus propiedades mecánicas
- Resina translúcida.

## Ventajas e inconvenientes
Una de las ventajas de la estereolitografía es su rapidez. Los objetos funcionales pueden ser producidos en menos de un día. La duración del proceso depende de su tamaño y complejidad, que puede variar desde unas pocas horas a más de un día.
El acabado superficial de las piezas es muy bueno, normalmente mejor que el obtenido mediante SLS. Además las piezas no salen con restos de polvo como sí pasa con las piezas producidas mediante SLS. En cambio, si no se limpian bien tras la impresión, las piezas pueden contener restos de resina no curada en rincones y recovecos (y además endurecida), lo que da una sensación de pringosidad.
La mayoría de equipos de estereolitografía son capaces de producir objetos con un tamaño máximo de, aproximadamente, 50×50×60 cm, aunque hay algunos que llegan a los 210×70×80 cm.
Las piezas fabricadas mediante estereolitografía son suficientemente duras como para ser mecanizadas, y pueden también ser usadas en la creación de moldes maestros para moldeo por inyección, termoconformado, moldeo por soplado, y varios procesos de forja.
Una gran ventaja de esta tecnología frente a la SLS es que las piezas producidas no son porosas, lo cual hace que no necesiten de tratamiento de sellado posterior para hacerlas impermeables al agua o aire.
Las resinas utilizadas pueden ser más frágiles y menos flexibles que en el sinterizado láser SLS. Un inconveniente específico de esta tecnología proviene de la característica de las resinas fotosensibles de curar con luz ultravioleta. Debido a esto, las piezas recién impresas tiene un grado de curado concreto que les da una dureza y resistencia a rotura concretas, pero dichas propiedades cambian a lo largo del tiempo (debido al proceso continuo de curado gracias a la luz ultravioleta ambiental) volviéndose las piezas cada vez más frágiles.
Los objetos obtenidos mediante esta tecnología son sensibles tanto a la humedad ambiental como a la temperatura, aunque hay procesos posteriores que mitigan dichos inconvenientes.
Aunque la estereolitografía puede producir una amplia variedad de formas, suele ser cara. El coste de la resina foto endurecible varía de 60 a 90 euros el litro, y el precio de los equipos desde 75.000 a más de 400.000 euros. De todas formas, el reciente interés por dicha tecnología ha hecho que se produzcan modelos de consumo con precios muy asequibles, como la Ilios HD del fabricante OS-RC y la Form 1 de Formlabs.